# Владимир (форт Александровской цитадели)

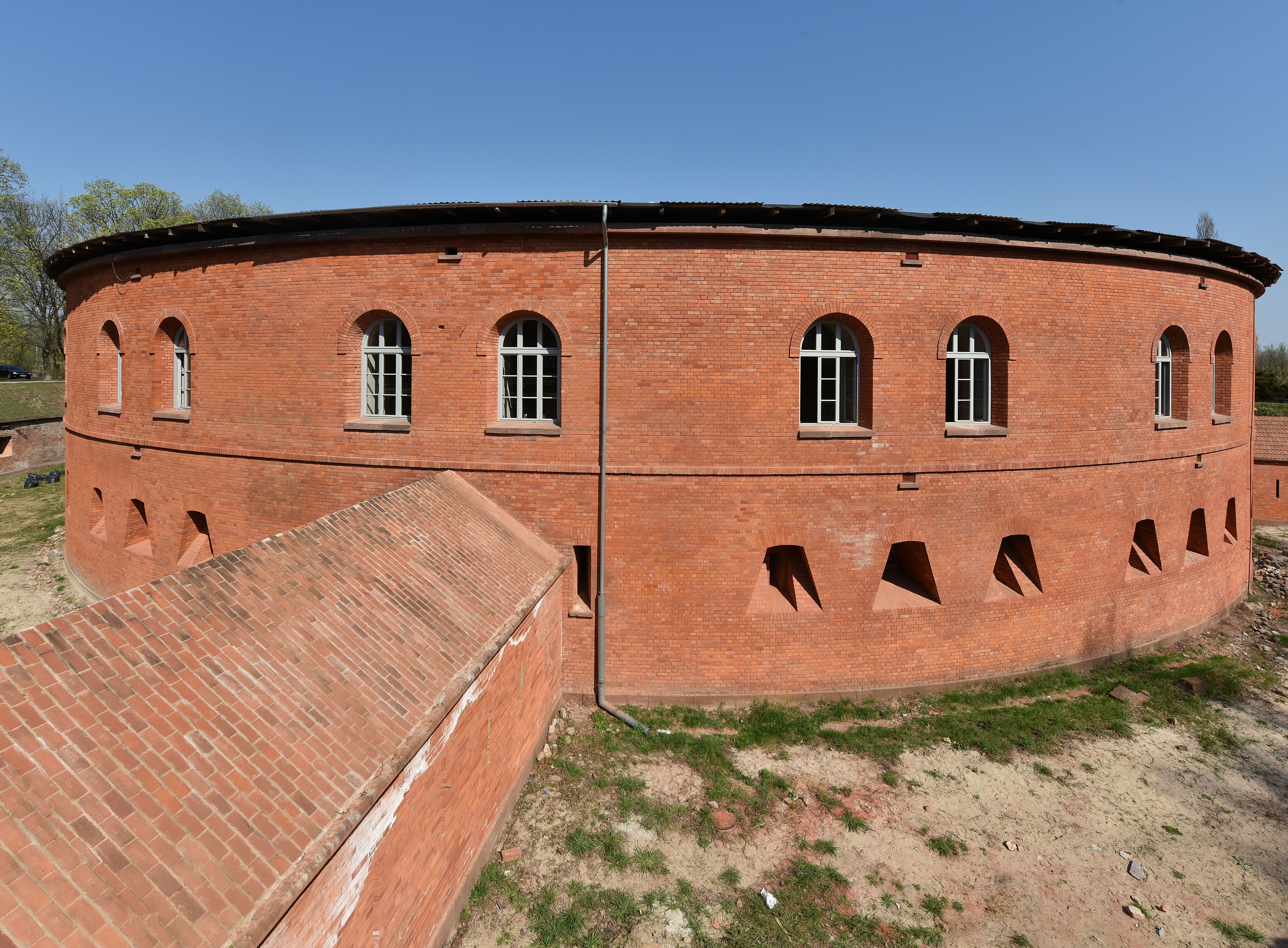

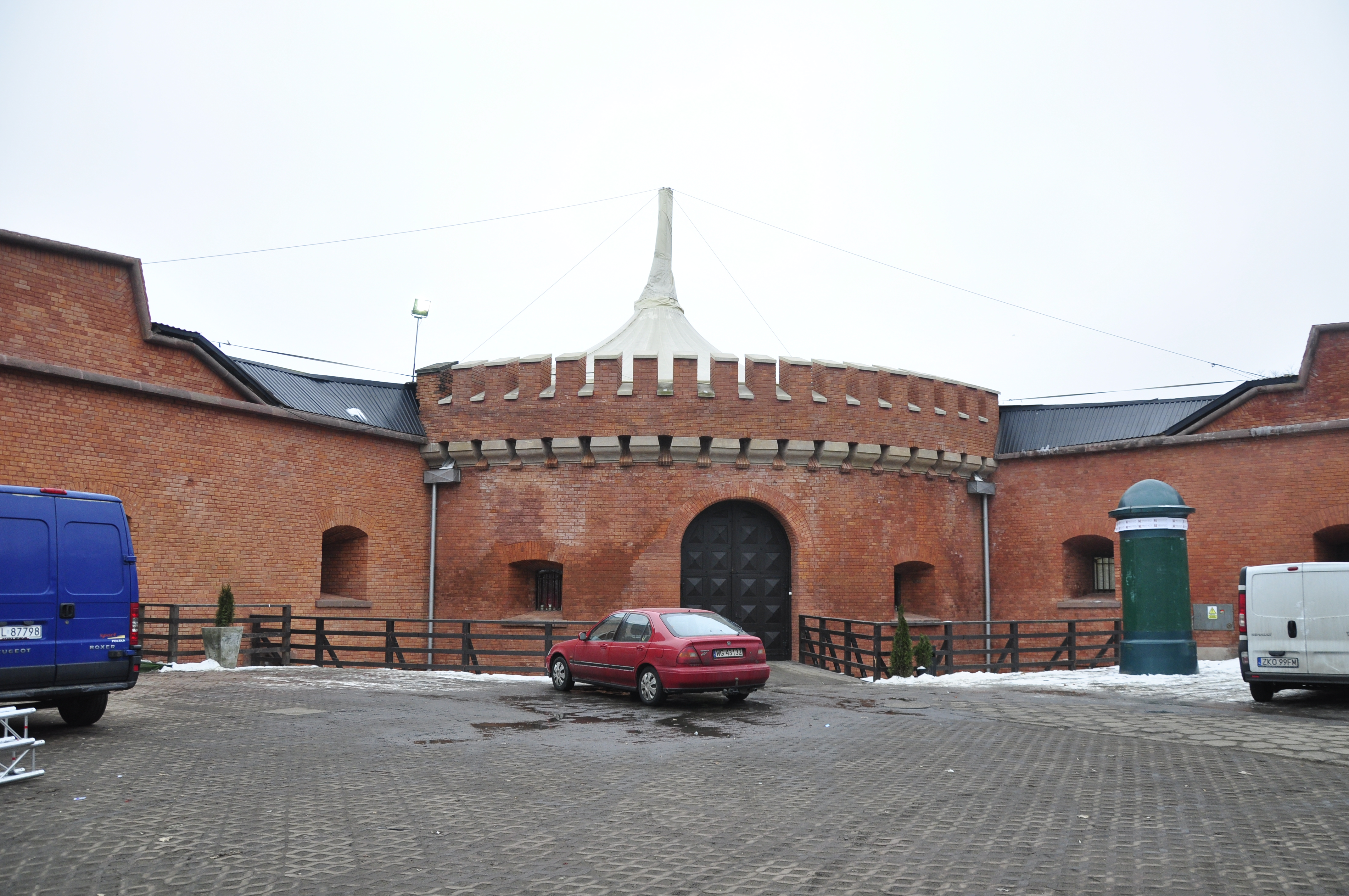
Ворота форта со стороны цитадели в 2011

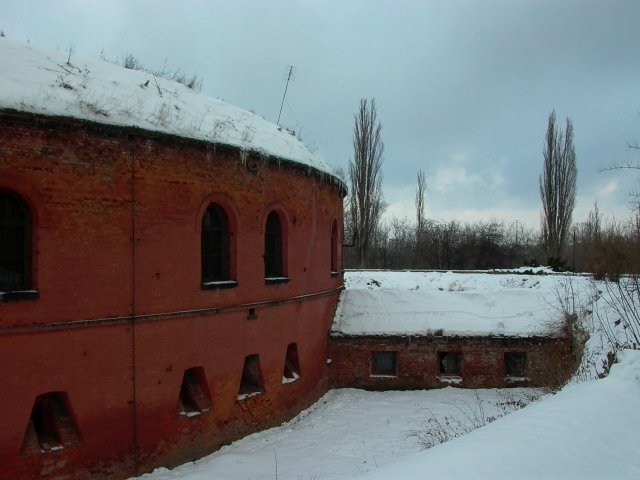
Форт «Владимир» вид башни со стороны Нового Города, 2007

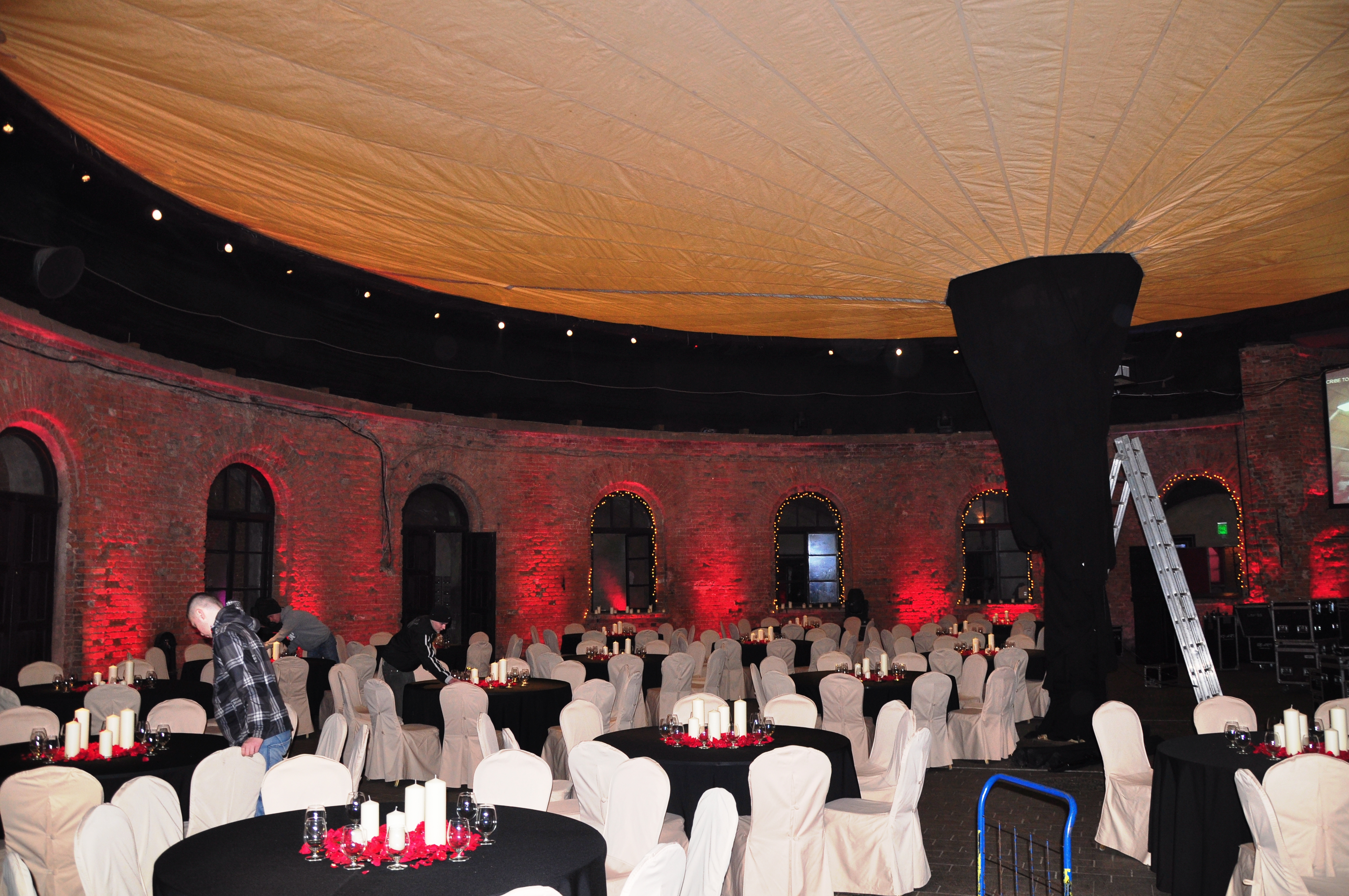
Благоустроенный двор форта в 2011

Форт «Владимир» (пол. Fort „Włodzimierz”, с 1921 года «Форт Легионов» пол. Fort „Legionów”) — форт, входящий в кольцо укреплений вокруг Варшавской (Александровской) цитадели, построенный в 1851—1853 годах.
Трёхъярусная артиллерийская башня была сооружена, опираясь на проект французского фортификатора Марка Рене де Монталамбера, в виде неправильного кирпичного цилиндра, замкнутого с север-запада воротами с разводным мостом и окружённого сухим рвом. Под перекрытием находилась оборудованная позиция пехоты, на верхнем ярусе — бойницы для 34 пушек, на среднем ярусе (обороняющем ров) — бойницы пехоты. Ров был укреплён тремя капонирами и контрэскарповой галереей, из которой выходили противоминные ходы. В северо-восточной части нижнего яруса находилась ещё одно 4-пушечное укрепление, заслоняющее переправу через Вислу.
После 1865 года башня была модернизирована. Ров с восточной стороны засыпали. Между башней и Вислой была построена кирпично-земляная батарея в виде перевёрнутой буквы L, предназначенная для обороны речной переправы. С юга и запада сооружён земляной боевой откос, а при воротах — кирпичный туалет с земляной насыпью. В самом низком ярусе был пробит в юго-западном направлении коридор с противоминными тротуарами, ведущий в полукапониры батареи, а также до помещения контрэскарпе её рва. Форт также был переоборудован орудиями нового типа.
После создания Варшавской крепости форт утратил стратегическое значение. В 1905—1906 годах и в 1909 году здесь размещалась тюрьма.
После разоружения в 1914 году в период Первой мировой войны здесь хранились документы российского архива Варшавского военного округа. Форт находился под слабой охраной, и окрестное население стало разбирать документы для отопления своих домов. Из-за этого в феврале 1919 года здесь произошёл пожар.
В западной части боевого откоса был установлен крест, обозначающий место казни членов Национального правительства январского восстания 1863—1864 годов. В 1918 году форт стал офисом-складом Центрального военного архива. Была произведена его перестройка: замурованы бойницы для карабинов, на месте пушечных бойниц верхнего яруса сделаны окна. С 1921 года сооружение стало именоваться Фортом Легионов.
В 1925 году на месте сровненных с землёй боевого откоса и батареи был разбит первый квартал парка Траугутта (пол. Park Traugutta). Около 1935 года был откопан западный отрезок рва, зато часть коридоров, отходящих с нижнего яруса, а также противоминные тротуары галереи были засыпаны землёй и замурованы. Был также ликвидирован туалет и ров перед воротами.
В сентябре 1939 года на башне была установлена позиция противовоздушной артиллерии Во время Варшавского восстания 1944 года сооружение оказалось в прифронтовой полосе. После Второй мировой войны его вновь заняли армейские учреждения: скульптурная мастерская, хранилище карт и склады обмундирования. Часть помещений превратилась в руины, западный капонир был по большей части разобран. Помещения бывшей батареи были залиты водой, из-за чего появилась легенда о якобы имевшем месте тоннеле до Цитадели.
В 1980 году в еженедельнике «Столица» был представлен проект реконструкции форта для культурных целей, разработанный отделом «Замок» (пол. Zamek) «Мастерской реставрации памятников старины» (пол. Pracownia Konserwacji Zabytków). В нём должны были поместиться многофункциональный зрительный зал с подсобными помещениями, дом культуры с мастерскими и библиотекой, кафе и клуб ветеранов (фронтовиков) с выставочным залом. В качестве альтернативного варианта рассматривалось использование форта в качестве резиденции музея архитектуры, при этом общая площадь перестроенного объекта должна была составить 36 760 м².
В 1996 году форт был опустошён. Одновременно его интерьеры использовались при производстве реклам и фильмов (в частности «Огнём и мечом»). В 1999 году он был принят на баланс Агентством военного имущества (пол. Agencja Mienia Wojskowego) и продан частной гастрономической фирме — семье Кренглицких. После окончания уборочных и строительных работ он стал сдаваться внаём для проведения пленэрных мероприятий. Подземные помещения форта приспособлены для туристического посещения.
Объект вписан в реестр памятников старины как «Форт Легионов с окружением» (пол. Fort Legionów z otoczeniem).